# Arszały (stacja kolejowa)
Arszały (kaz. Аршалы; ros. Аршалы) – stacja kolejowa w miejscowości Arszały, w rejonie Arszały, w obwodzie akmolskim, w Kazachstanie. Położona jest na linii Astana – Szu, na trasie Nowego Jedwabnego Szlaku.